# Gaio Valerio Flacco (console 93 a.C.)
Gaio Valerio Flacco (in latino Caius Valerius Flaccus; fl. I secolo a.C.) è stato un politico romano.

## Biografia
Nel 98 a.C. fu pretore urbano e in tale data, con il consenso del Senato, concesse la cittadinanza romana a Callifana, una sacerdotessa di Velia. Questo fu fatto prima che i cittadini di Velia ottenessero lo stesso riconoscimento, così che anche una sacerdotessa straniera potesse compiere sacrifici anche a nome dei Romani.
Nel 93 a.C. fu eletto console con Marco Erennio; successivamente fu proconsole in Spagna al posto di Tito Didio. Subito dopo la partenza del suo predecessore, i Celtiberi, che erano stati trattati duramente da Tito Didio, nella città di Bèlgida si rivoltarono contro il potere romano. Nel senato locale furono bruciati numerosi senatori iberici, che vi si erano rifugiati, dopo aver rifiutato di unirsi alla rivolta. Flacco riuscì, con un intervento rapido e favorito dalla sorpresa, ad occupare la città e fece condannare a morte tutti quelli coinvolti con l'attacco contro il locale Senato.
Probabilmente è la stessa persona citata da Cicerone come imperator e proconsole in Gallia nell'83 a.C. durante il consolato di Lucio Cornelio Scipione Asiatico e di Gaio Norbano.
Nel paragrafo 47 del libro I del De bello Gallico, Giulio Cesare ci parla di Gaio Valerio Procillo, giovane cittadino romano di origine gallica, il cui padre Gaio Valerio Caburo aveva ricevuto la cittadinanza romana da Valerio Flacco. Questo confermerebbe che Flacco è stato proconsole in Gallia, visto che aveva l'autorità di conferire la cittadinanza romana ai Galli di famiglia nobile che si fossero dimostrati collaborativi e favorevoli al dominio romano.
Nel paragrafo 65 del libro VII, invece, si parla di un altro figlio di Valerio Caburo, il principe gallo Gaio Valerio Domnotauro, che muore in battaglia contro le tribù galliche della fazione antiromana, sobbilate da Vercingetorige, dimostrandosi così, come il padre Caburo e il fratello Procillo, un fedele alleato di Roma. Nello stesso paragrafo Cesare ci dice che Domnotauro apparteneva alla tribù degli Helvii, popolo che risiedeva nella Gallia Narbonese.
I risultati dell'accorta politica di integrazione e costruzione di alleanze durature con i locali perseguita da Gaio Valerio Flacco, ai tempi del suo proconsolato in Gallia, erano, quindi, ancora ben visibili più di vent'anni dopo ai tempi del proconsolato di Cesare.